# Hyphodontia capitata
Hyphodontia capitata är en svampart som först beskrevs av Boidin & Gilles, och fick sitt nu gällande namn av Hjortstam 1991. Hyphodontia capitata ingår i släktet Hyphodontia och familjen Schizoporaceae.   Inga underarter finns listade i Catalogue of Life.